# George Fenton
George Fenton (Londres, 19 de octubre de 1949), cuyo nombre real es George Richard Ian Howe, es un compositor británico conocido por ser el autor de algunas de las bandas sonoras más conocidas de la historia del cine y de la televisión, aunque también ha escrito para el teatro.

## Inicios
Tras llevar a cabo sus estudios en la Escuela de Saint Edward (St. Edward's School), en Oxford, Fenton trabajó como actor, consiguiendo un papel en la obra Fourty Years On, de Alan Bennett. Posteriormente logró cierto reconocimiento  tras aparecer sucesivamente en la película Camino privado, la teleserie La granja de Emmerdale y en la primera obra de Alan Bennett para la televisión, A Day Out, dirigido por Stephen Frears y emitida en 1972.
Frecuentemente solicitado para tocar un instrumento musical en las producciones, Fenton decidió pronto redirigir su carrera hacia la composición. En 1974 consiguió su primera comisión importante, tras componer y dirigir la banda sonora para la producción teatral de Peter Gill Twelfth Night, representada por la Royal Shakespeare Company en Stratford-upon-Avon. Esto le sirvió para trabajar a posteriori en el teatro británico, componiendo trabajos para el Teatro Nacional, el Royal Exchange Theatre, la Corte Real, los estudios Riverside y de nuevo la Royal Shakespeare Company.

## Composiciones para la televisión
En 1976 Fenton escribió su primer trabajo para una obra televisiva, Hitting Town escrita por Stephen Poliakoff y producida por Peter Gill. 
Compuso las bandas sonoras para Six Plays, de Alan Bennett, emitidas durante 1978 y 1979. Su colaboración continuó en 1982 con la serie Objects of Affection. Un año más tarde compuso la música del telefilm Un inglés en el extranjero (1983), de Bennett, dirigido por John Schlesinger. Fenton también compuso todos los episodios de la aclamada serie de Bennett Talking Heads (1987), y una década más tarde, en 1998, Talking Heads 2.
Fenton también colaboró regularmente con el director Stephen Frears, componiendo para sus producciones televisivas Muchachos sangrientos (1979), Yendo suavemente (1981), Saigon: Año del gato (1983), y Walter y June (1983).
A mediados de los años ochenta Fenton componía para series de alto presupuesto incluyendo las galardonadas La joya de la corona (1984) y The Monocled Mutineer (1986).
Quizás la serie que, para Fenton, consiguió la mayor audiencia fue Bergerac, en antena durante diez años de 1981 a 1991 y por la que recibió su primer gran premio, un BAFTA, en 1982.

## Documentales
Fenton ha trabajado para numerosos programas sobre fauna salvaje, a menudo para el productor David Attenborough. Su iniciación fue en las series de la BBC Wildlife on One y Mundo Natural, y continuó con documentales especiales como Oso polar.
Desde 1990 ha colaborado con importantes series sobre el mundo animal. A continuación se mencionan algunas:
- Vida en el frigorifico (1993)
- El planeta azulejol (2001)
- Azul lejano (2003, versión extendida de El planeta azul)
- Planeta fiera (2006)
- La vida (2009, película basada en la serie Planeta Tierra)

Su trayectoria en este género lo ha consolidado firmemente como el más importante compositor de los documentales de la BBC.

## Filmografía
Fenton ha compuesto más de setenta bandas sonoras. Ha colaborado a lo largo de su carrera con gran cantidad de directores de cine, algunos tan renombrados como Neil Jordan, Harold Ramis. He aquí una lista de las películas para las que ha compuesto la música:
- Gandhi (1982)
- En compañía de lobos (1984)
- Siempre puntual (1986)
- Grita Libertad (1987)
- Las amistades peligrosas (1988)
- We're No Angels (1989)
- Memphis Belle (1990)
- El rey pescador (1991)
- Atrapado en el tiempo (1993)
- Tierras de penumbra (1993)
- La locura del rey Jorge (1994)
- Tierra y libertad (1995)
- Mis dobles, mi mujer y yo (1996)
- El crisol (1996)
- En el amor y en la guerra (1996)
- Prisioneros del cielo (1996)
- Por siempre Cenicienta (1998)
- Tienes un e-mail (1998)
- Belleza peligrosa (1998)
- Entropía (1999)
- Ana y el rey (1999)
- Imagining Argentina (2003)
- Mrs. Henderson presenta (2005)
- Hitch (2005)
- Bewitched (2005)
- Valiant (2005)
- The Wind That Shakes the Barley (2006)
- The History Boys (2006)
- The lady in the van (2015)
- Yo, Daniel Blake (2016)
- Red Joan (2018)[1]

## Premios y distinciones
Premios Óscar
| Año  | Categoría                   | Película           | Resultado |
| ---- | --------------------------- | ------------------ | --------- |
| 1983 | Mejor banda sonora original | Gandhi             | Nominado  |
| 1988 | Mejor banda sonora          | Grita libertad     | Nominado  |
| 1988 | Mejor canción original      | Grita libertad     | Nominado  |
| 1989 | Mejor banda sonora original | Dangerous Liaisons | Nominado  |
| 1992 | Mejor banda sonora original | El rey pescador    | Nominado  |